# Ataques de Serrasalminae en la cuenca del Plata
Los ataques de serrasálminos en la cuenca del Plata, también llamados lesiones por pirañas o palometas, son los eventos donde algún ejemplar o cardumen de estos peces lacera a seres humanos en las aguas de los cursos fluviales que componen la cuenca del Plata, sumándose también la cuenca de la laguna Mar Chiquita (la que contiene al río Dulce), ya que si bien hoy no se encuentra conectada con las corrientes del Plata, constituye un paleosistema de la misma, por lo que en los arroyos y ríos que la alimentan también habitan palometas de la misma especie que la del río Paraná. 
Las pirañas son un conjunto de especies de comportamiento voraz y carnicero que pertenecen a la subfamilia Serrasalminae, en la cual buena parte de sus integrantes no comparten dichos hábitos. En la cuenca del Plata el término popular para referirse a este tipo de peces es palometas, además del apelativo de pirañas. 
Las pirañas o palometas se encuentran en gran parte de la cuenca del Plata, desde el Pantanal por el norte hasta la zona de La Plata y Montevideo en el Río de la Plata por el sur.  

## Especies de pirañas o palometas de la cuenca del Plata

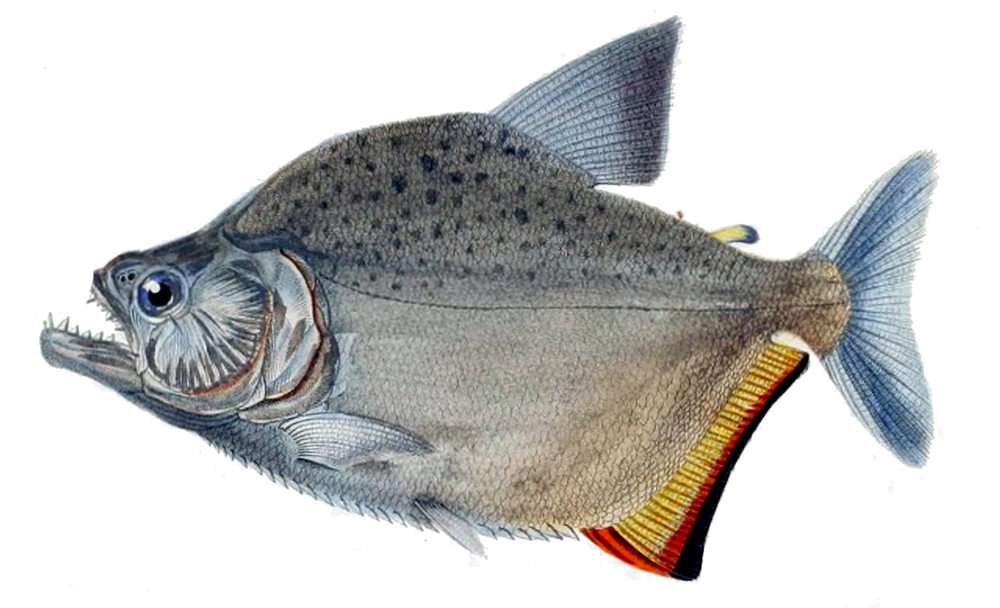
Serrasalmus marginatus.

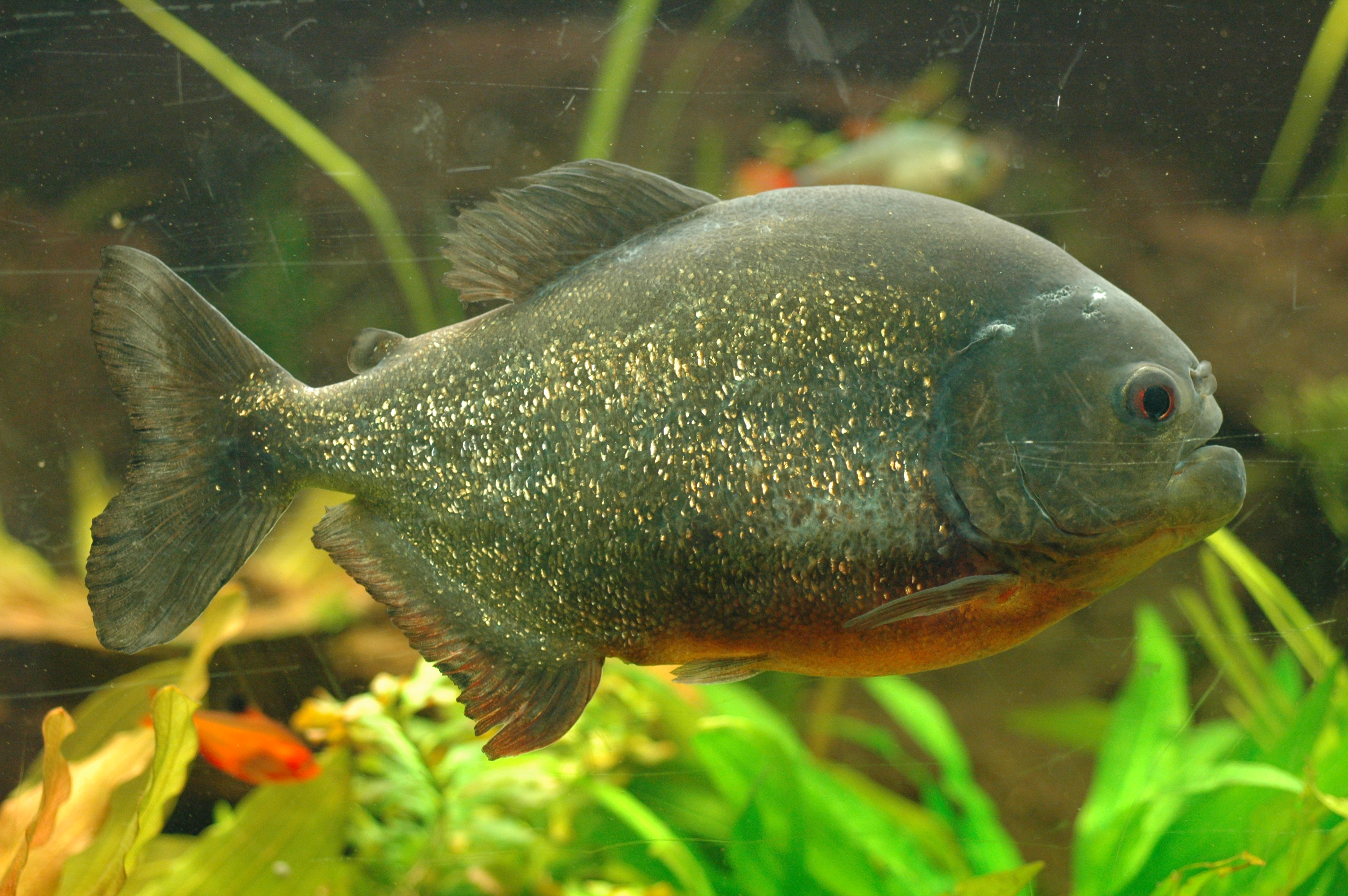
Palometa mora (Pygocentrus nattereri), una de las más peligrosas pirañas del Plata, responsable de muchos de los ataques en la cuenca Amazónica.

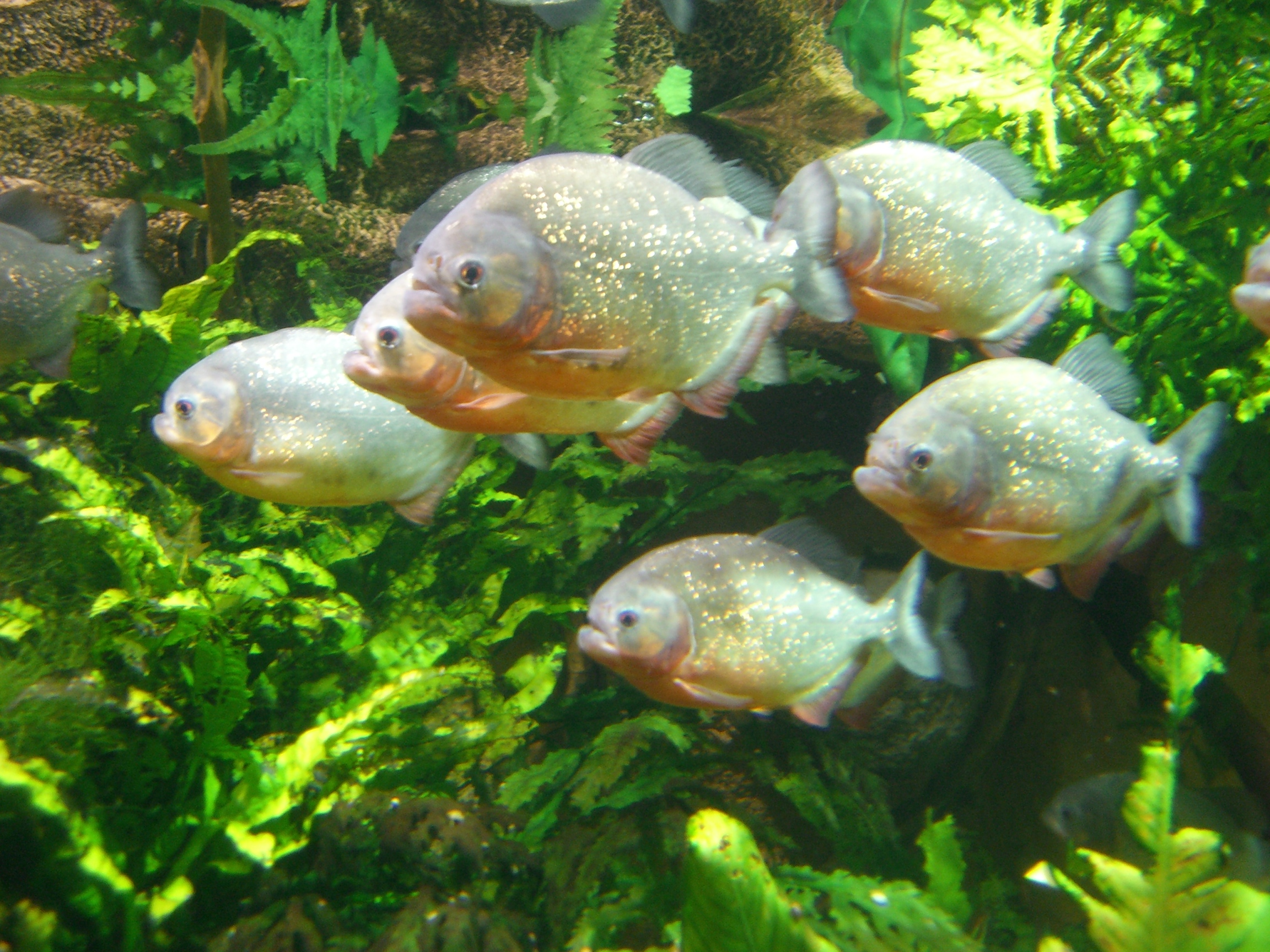
Cardumen de palometa mora (Pygocentrus nattereri).

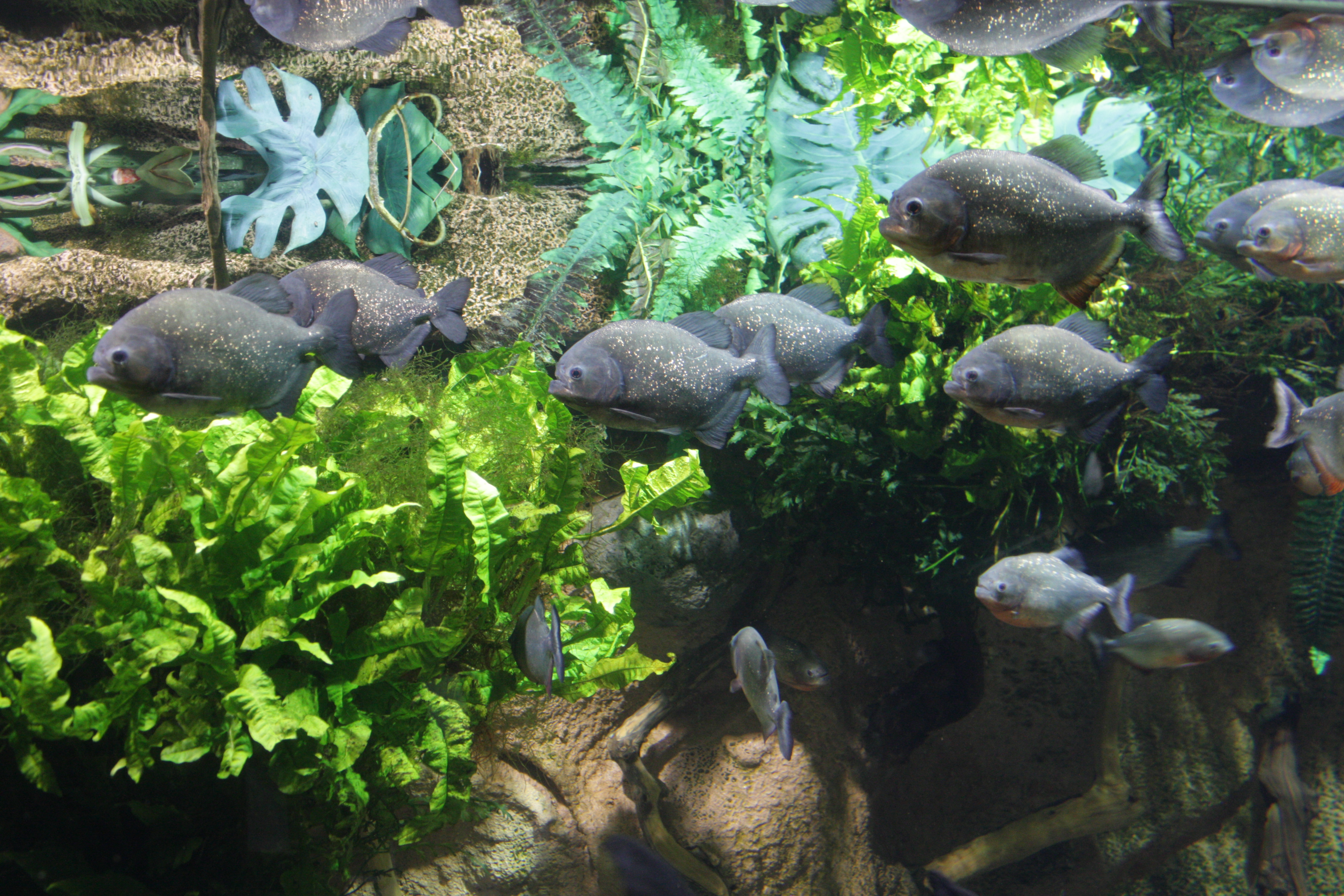
Cardumen de palometa mora (Pygocentrus nattereri).

En la cuenca del Plata se encuentran habitualmente 3 especies de pirañas o palometas, comprendidas en dos géneros:
- Pygocentrus nattereri Kner, 1857 / Palometa mora, palometa pacusa
- Serrasalmus maculatus Kner, 1857 / palometa brava
- Serrasalmus marginatus Valenciennes, 1837 / Palometa amarilla

Exceptuando las especies erróneamente citadas, de otras 2 especies se cuenta con muy poca información o son de existencia taxonómica problemática:
- Serrasalmus auriventris (Burmeister, 1861) / palometa
- Serrasalmus nigricauda (Burmeister, 1861) / palometa.

## Características de estos peces
Estos animales no poseen gran tamaño (generalmente entre 20 y 35 cm de largo). Individualmente una palometa suele ser un pez tímido frente a los humanos, 
que durante buena parte del año permanece en áreas tranquilas, en brazos fluviales de aguas calmas, con abundancia de camalotes, alejándose de sectores con corrientes rápidas. Allí busca su habitual alimento: insectos, peces muertos, viejos o enfermos, además de cadáveres de mamíferos y aves, teniendo así una labor sanitaria para el ecosistema, evitando que los ríos se contaminen. Todos los años, al llegar la temporada estival, se desplazan en grupos por otros sectores del río, pero si las temperaturas son anormalmente elevadas, el mismo ejemplar —ya sumado a un cardumen—, cambia su comportamiento, este se exacerba, se desinhibe y excita, y es allí cuando su capacidad para producir daño en las posibles presas se multiplica. Su ataque sólo lo produce con sus mandíbulas, de potente mordida gracias a los músculos que la traccionan, las que ven incrementadas en su virulencia por estar armadas de fuertes y filosos dientes, con poder cortante como bisturíes. Gracias a ellos puede cortar fácilmente las líneas de pesca, por lo que para evitarlo los pescadores colocan un tramo de alambre antes del anzuelo. En la cuenca del Plata es común que las palometas amputen los pezones de las ubres de las vacas que se adentran en las lagunas a alimentarse de la vegetación tierna que allí crece. En los humanos los ataques los dirigen hacia los dedos, las manos en general, los pies y los talones; en todas esas partes aplica profundas dentelladas.

## Las variables que operarían en la frecuencia de ataques
Las palometas o pirañas habitan en gran número en los ríos de Sudamérica cálida, y por causa de sus costumbres agresivas, son frecuentes los ataques a personas en las corrientes que componen la cuenca del Amazonas. En los cursos fluviales de la cuenca del Plata son también numerosas, sin embargo allí los ataques a personas son muy infrecuentes.
Se han hipotetizado numerosas razones para justificar que en los ríos australes estos peces presentan una voracidad más contenida. Estas son las más destacas.
Relación con la temperatura del agua
La explicación más habitual es que la cuenca del Plata se caracteriza por poseer un nivel inferior de los promedios de temperatura del agua con respecto a los presentes en el área ecuatorial, lo que redundaría en que los procesos metabólicos lleven allí un menor ritmo, con la consiguiente menor necesidad de proveerse de alimentos, pues los peces poseen entrelazado su desarrollo metabólico a la temperatura de su medio, al no poder regular su propia temperatura corporal, como sí lo hacen las aves y los mamíferos. 
Con temperaturas del agua superiores a los 30 °C, las pirañas o palometas tienden a reunirse en cardúmenes y comienzan a ser un peligro real para humanos y cualquier otro mamífero que penetre en su ambiente. Estos cardúmenes se comportan como si en realidad fuesen un superorganismo, uniendo la seguridad y potencia que cada individuo aporta al conjunto, pasan a ser animales de temer, ya que en cada ataque se produce el llamado frenesí del cardumen.
Acrecentamientos anormales de las temperaturas de las aguas como producto del incremento de la temperatura del aire traerían aparejados aumentos en el incremento metabólico, lo que haría que estos peces se desesperen por conseguir más alimentos y, sumidos en esa espiral geométrica, se ven incitados a atacar a los humanos, de allí los espectaculares incrementos de incidencias de ataques de estos peces. El aumento del calor también conlleva la multiplicación del número de bañistas que invaden el hábitat de las palometas, lo que redunda en una mayor posibilidad de encuentros entre las personas y estos peces.
Bajantes del nivel de los ríos
Cuando la frecuencia de las precipitaciones desciende, el nivel de los cursos fluviales baja, lo que permite a los rayos solares calentar más eficazmente toda la columna de agua. Además, en los períodos de bajante, las aguas de los bañados, madrejones y arroyos de las islas se secan, por lo que las palometas que allí habitan deben trasladarse a los tramos principales de los ríos, aumentando allí la densidad de estos peces lo que produce una alteración en el equilibrio del sistema y la estabilidad de las proporciones predadores-presas.
Disminución de sus predadores
Un factor que repetidamente se asocia al aumento de ataques es que los números poblacionales de las palometas se habrían incrementado, y la razón sería la disminución o total exterminio de sus predadores naturales por parte de la acción humana. Estos controladores biológicos son, entre otros, los yacarés (el overo y el negro), el lobito de río (Lontra longicaudis) y la nutria gigante (Pteronura brasiliensis); por ejemplo, las poblaciones de esta última que habitaban al sur del Pantanal hasta el Delta del Paraná fueron totalmente extinguidas.
De manera similar, durante décadas se presionó de manera intensiva, tanto mediante pesca deportiva como comercial, sobre los grandes peces depredadores del Plata: el dorado, el manguruyú, y los surubíes pintado y atigrado, los cuales son los controladores ícticos de las palometas.
Disminución de sus presas por alteraciones antrópicas
Los sábalos son un grupo de especies de peces pertenecientes a las familias Curimatidae y Prochilodontidae, las que en conjunto constituyen el mayor volumen de biomasa íctica de la cuenca del Plata (especialmente la especie Prochilodus lineatus), por lo que en torno a ellos se ha levantado un importante rubro económico basado en la pesca industrial de este recurso, producto que es exportado a todo el mundo y redunda en un elevado aporte de divisas. Como los sábalos representan las presas habituales de las palometas, las extracciones de millones de ejemplares que producen las pesquerías comerciales redunda en una disminución de la natural oferta de alimento para los peces carniceros, de allí que ante la falta busquen saciar su apetito en cualquier recurso proteico que encuentren a disposición.
Población no acostumbrada a este fenómeno
Cuando la población no está acostumbrada a este tipo de fenómeno, por su episódica frecuencia, no toma las debidas precauciones, por lo que el número de ataques se multiplica. Como estos peces están adaptados a detectar ínfimas proporciones de sangre disuelta en el agua, y a direccionar sus ataques hacia la fuente de la misma, a más ataques, el nivel de sangre en ese pequeño sector del río aumentará, lo que derivará en una concentración inusitada de palometas que acudirán a saciar su apetito; en parte es por ello que se recomienda que ante la menor mordida se debe salir inmediatamente del agua. En los acontecimientos ocurridos en diciembre de 2013 en la Argentina se observó que a pesar de que salían personas del agua gritando, ensangrentadas, y las autoridades del lugar ordenaban que todos debían salir del río, esto no amilanó a muchos de los que ya estaban en las aguas —y permanecieron allí—, ni a otros que no dudaron en meterse también ellos en las peligrosas aguas, sin tomar real conciencia del peligro. Como son lesiones sucias, por más que no haya compromiso óseo es menester realizar un tratamiento antiséptico, además de aplicar la vacuna antitetánica y, si fuese necesario, el suministro de antibióticos. La agitación excesiva de las aguas que producen algunos bañistas resulta también un imán para las palometas, pues su instinto las lleva a sentir atracción frente al chapoteo de la superficie pues puede significar un animal herido o moribundo.
Aumento estacional de su agresividad en su período reproductivo
En los meses de noviembre y diciembre las palometas se tornan más agresivas pues es en esta época cuando se produce en la región el período del desove de estos peces, los que colocan sus puestas (entre 700 y 4000 huevos por pareja) en las aguas bajas próximas a las riberas de los ríos.
Otras
Otras hipótesis son menos comunes y tienen menor sustento, como que las palometas son atraídas a la costa pues allí los pescadores descartan restos de sus faenas, que curvas particulares del río lentificarían las aguas haciéndolas más adecuadas para las palometas, etc.

## Métodos de protección
Las medidas de protección para evitar ataques de palometas consisten esencialmente en la colocación de mallas o redes en determinados sectores de las playas para que impidan que estos peces puedan entrar en contacto con los bañistas. Este es el método que se emplea en el noroeste de la provincia de Corrientes, en balnearios situados en ecosistemas lénticos naturales —como la laguna Rincón, General Paz y la laguna Totora, San Cosme—, Para algunos, las mallas más adecuadas deberían ser metálicas, pues las palometas pueden fácilmente cortar las redes construidas con hilos plásticos.
Según indicó en 1969 el ictiólogo Raúl Adolfo Ringuelet, el Instituto Nacional de Limnología de la Argentina aconsejaba, además de cercar sectores de cuerpos de agua abiertos para evitar los ataques, en aquellos naturalmente semicerrados (como las lagunas) donde ya hubiese palometas, eliminarlas con ictiotóxicos de acción más o menos selectiva.
Un método paliativo es el implementado en el balneario La Florida, de Rosario; frente a un ataque, se alerta a los bañistas para que se retiren de las aguas por intermedio de un sistema de altoparlantes.

## Ataques en la Argentina
En el verano 2013-2014, el desarrollo en la cuenca del Plata, de una ola de calor atípica por su duración, trajo asociado un aumento exponencial en el número de ataques de palometas. Los mayores sucesos se produjeron en la ciudad argentina de Rosario, donde en un solo día entre 60 y 70 bañistas que se bañaban en las aguas del río Paraná durante el 25 de diciembre de 2013 fueron atacados por un cardumen de palometas.

### En Santa Fe

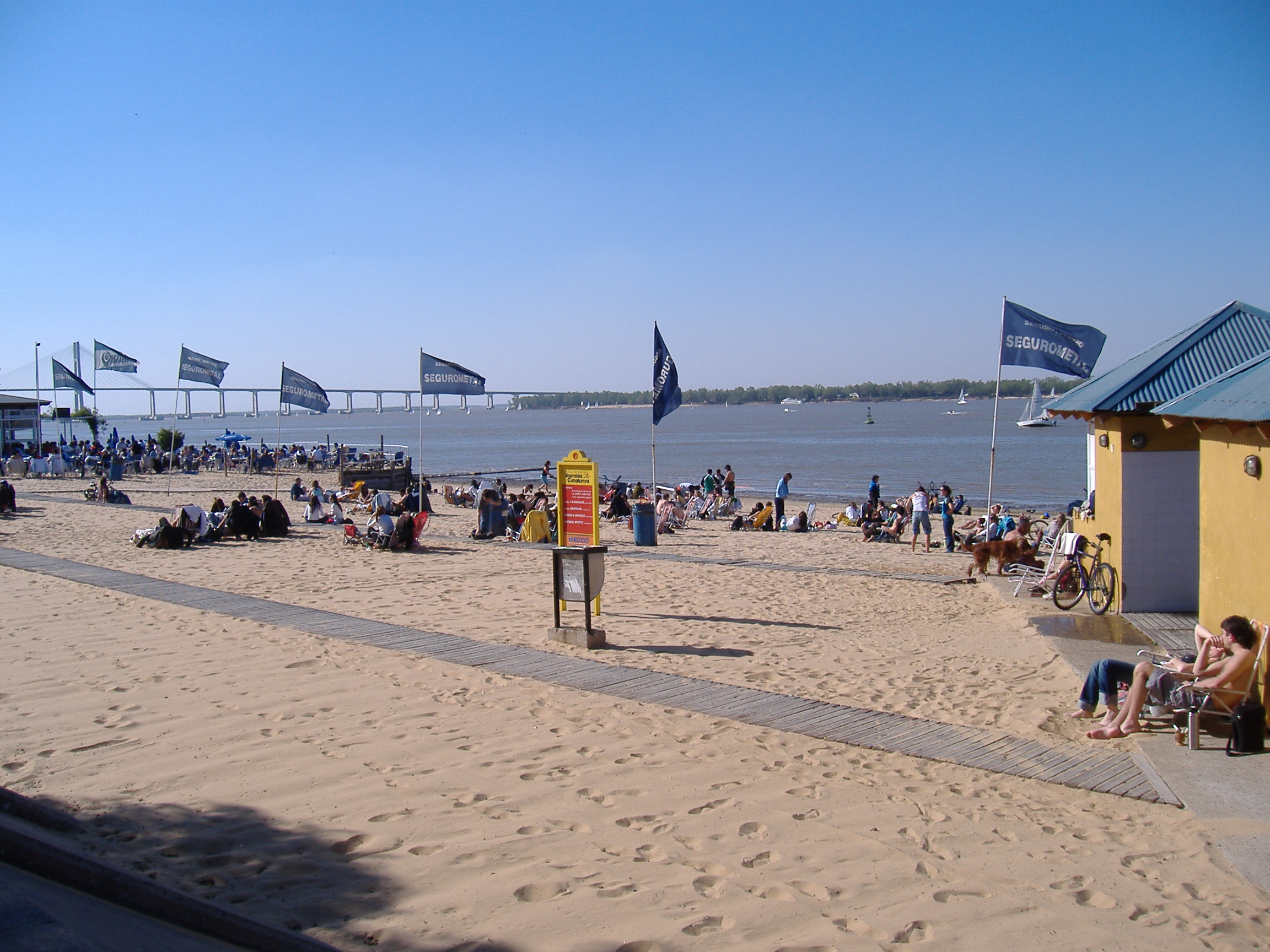
Playas de la ciudad de Rosario, sobre la ribera del río Paraná.

- Ataques del verano 2013/2014 en Rosario

Los ataques de pirañas más importantes en la cuenca del Plata de los cuales se tenga registro ocurrieron a fines de diciembre de 2013 en la ciudad de Rosario, provincia de Santa Fe, sobre las aguas del río Paraná bajo. Si bien allí todos los años se registran incidentes de mordidas de palometas a bañistas (de las especies Pygocentrus nattereri y Serrasalmus spilopleura), lo ocurrido en esos días superó todas las estadísticas. El 25 de diciembre de 2013, entre 60 y 70 bañistas, que en las aguas del Paraná que bordean las playas de la Rambla Catalunya (en la zona norte rosarina) intentaban paliar el intenso calor reinante (con marcas que rondaban los 38 °C), fueron atacados por un cardumen de palometas. En su mayor parte, las víctimas eran jóvenes y niños con edades de hasta 3 años; a raíz de los mordiscos 7 niños tuvieron que ser internados. Si bien algunos medios indicaron que los 7 habían sido amputados, en realidad fueron dos los que llevaron la peor parte: una niña de 7 años padeció una parcial amputación del dedo meñique de una de sus manos, mientras que un niño sufrió la fractura expuesta de una de sus falanges.
En la siguiente semana continuaron presentándose casos de mordeduras en la zona norte de Rosario, tanto en las playas de Rambla Catalunya como en las de La Florida y en balnearios ubicados en la zona de islas situadas frente a la ciudad, pero sin alcanzar las cifras que llegaron a producirse ese 25 de diciembre.
Ya en 2014, los ataques en Rosario se repitieron en enero, en momentos en que ocurría otra ola de calor y en el mismo balneario de Rambla Catalunya, dejando al menos 10 heridos.
Registros históricos
El salvavidas del balneario Rambla Catalunya recordó que en los años 2002, 2006 y 2009 ocurrieron también numerosos ataques de palometas, pero en proporciones mucho menores, Otras informaciones indicaron que en la década de 1970 ocurrió otro ataque masivo, o que en 2008 fueron mordidas por palometas 40 personas.
El ictiólogo Raúl Adolfo Ringuelet reportó en 1969 que las pirañas constituían un problema en los lugares empleados como balnearios de las ciudades colindantes con el curso del río Paraná medio y superior, como ocurría en Santa Fe, en donde se cercaban las playas y se combatía a las que habitaban la laguna Setúbal empleando ictiotóxicos de acción más o menos selectiva (según el método que recomendaba el Instituto Nacional de Limnología).

### En Misiones
- Ataques de diciembre de 2013 en Posadas

A fines de diciembre de 2013, 5 personas (4 jóvenes y un niño) resultaron heridas (no de gravedad) por mordeduras de palometas mientras se bañaban en las aguas del río Paraná en la ribera de la ciudad de Posadas, capital de Misiones. El ataque se produjo entre las 15 y las 17 h, en el balneario de Villa Lanús, en el sector norte de la capital provincial, en momentos que la sensación térmica rondaba los 40 °C.
- Ataques de diciembre de 2014 en Garupá

En diciembre de 2014, 23 personas fueron mordidas por palometas mientras se bañaban en el balneario municipal de Garupá, próximo a la capital provincial, Posadas. En los primeros días del mes fueron 10 las personas atacadas y el día 17 lo sufrieron otras 13. Esto obligó a las autoridades ha decretar la clausura del lugar, y a la instalación de una red para impedir que estos peces logren penetrar en el sector utilizado como balneario.

### En Provincia de Buenos Aires
- Ataques de diciembre de 2013 en Vicente López

A fines de diciembre de 2013 en las aguas bonaerenses del Río de la Plata que bordean la ribera del partido de Vicente López, resultaron heridos (no de gravedad) 6 jóvenes producto de mordeduras de palometas.

### En Entre Ríos
- Ataques de diciembre de 2013

A fines de diciembre de 2013, algunas personas resultaron heridas (no de gravedad) por mordeduras de palometas, mientras se bañaban en las aguas del parque general San Martín, a 25 km al noreste de la ciudad de Paraná (capital de Entre Ríos), en momentos que la temperatura rondaba los 40 °C.
En la bahía Las Palmeritas, del lago de Salto Grande, al norte de la ciudad de la ciudad de Concordia, 18 personas fueron heridas por ataques de palometas.

### En Corrientes
- Ataques en Corrientes

En los esteros del Iberá, las pirañas (de la especie Serrasalmus maculatus) suelen atacar a bañistas, mordiendo los dedos de manos o pies, llegando a amputar falanges. Los incidentes ocurren en diciembre y enero.
En balnearios situados en ecosistemas lénticos naturales —como la laguna Rincón, General Paz y la laguna Totora, de San Cosme—, se cerca sectores mediante la colocación de mallas o redes para evitar los ataques a bañistas.

## Ataques en Paraguay
El padre José Francisco Sánchez Labrador (1717-1798) fue un misionero naturalista que predicó en el Paraguay colonial. Es el autor de la primera colección de tomos dedicada a la historia natural de la cuenca del Plata. En el tomo que publicó en 1767, dedicado a los peces, dedica un capítulo a las palometas, a las que los aborígenes guaraníes llamaban "piraí", describiendo su peligrosidad mortal. 

«...Con estas cuchillas, si muerden a alguno que entró en el agua, le corta la parte sacándole el bocado...» (...) «En mi tiempo sucedió tal cual hecho lastimoso: en la ciudad de Asunción, a la cual baña el río Paraguay, uno de los mordidos murió después de pocas horas, desangrado. Al cual una palometa le segó los órganos varoniles sin dejarle vestigio de hombre.» (...) «Son peces amicísimos de sangre y por ellos es que, si uno mete el pie o la mano en el agua, le herirán estos peces si se descuida, y en advirtiendo que corre la sangre, acuden innumerables palometas. No resta otro arbitrio que el de golpear y azotar fuertemente el agua y salir prontamente de ella, para poder escapar menos maltratado. A un pobre infiel de la Nación mbaya al cual yo atendía para su instrucción, le hirieron unos yacarés o cocodrilos al empezar a esguazar un brazo del río Paraguay; teñida el agua con su sangre, acudieron tantas palometas, y otros peces voraces, de los cuales se hablará a su tiempo, que cuando acordaron sus compañeros que no estaban distantes en la orilla, no pudieron socorrerle, y estos peces le despedazaron y comieron.»

## Ataques en Brasil
Ataques en Mato Grosso
En noviembre de 2011, 15 bañistas fueron mordidos por pirañas del alto río Paraguay en la playa Daveron, una atracción turística de la ciudad de Cáceres, Mato Grosso, en el centro del Brasil. En el sector designado como balneario las autoridades han colocado carteles de advertencia a los bañistas: “Atención al riesgo de ataques de pirañas. Peligro..!” Uno de los afectados describió el ataque: 

“Tomé un baño en el río y cuando me puse de pie, sentí un dolor en mi pie. Vi que había perdido la punta del dedo gordo. Salí corriendo del río, ante el temor a ser atacado aún más, debido a la sangre.”